# Liste der Kulturdenkmäler in Reipoltskirchen
In der Liste der Kulturdenkmäler in Reipoltskirchen sind alle Kulturdenkmäler der rheinland-pfälzischen Ortsgemeinde Reipoltskirchen aufgeführt. Grundlage ist die Denkmalliste des Landes Rheinland-Pfalz (Stand: 6. September 2022).

## Denkmalzonen
| Bezeichnung                            | Lage                  | Baujahr | Beschreibung | Bild                           |
| -------------------------------------- | --------------------- | ------- | --- | ------------------------------ |
| Denkmalzone Wasserburg Reipoltskirchen | Schloßstraße 1–3 Lage | 1181    | ehemalige Talburg der Herren von Bolanden, wohl 1181 gegründet, 1276 erstmals erwähnt; romanischer Bergfried, Obergeschoss um 1500, Ringmauer größtenteils modern erneuert, Gewölbekeller des Amtshauses, 16. Jahrhundert, Ziehbrunnen; vier Architekturfragmente in der Stützmauer, im Osten Wall und Graben; eine der besterhaltenen Tiefburgen der Pfalz | weitere Bilder Fotos hochladen |

## Einzeldenkmäler
| Bezeichnung                             | Lage                                                     | Baujahr               | Beschreibung | Bild                           |
| --------------------------------------- | -------------------------------------------------------- | --------------------- | --- | ------------------------------ |
| Alte Schule                             | Hauptstraße 8 Lage                                       | 1838                  | ehemalige Schule; Putzbau, Rundbogenstil, 1838, Architekt wohl Johann Schmeisser, Kusel; ortsbildprägend                                             | Fotos hochladen                |
| Katholisches Pfarrhaus                  | Hauptstraße 10 Lage                                      | 1885                  | eingeschossiger Putzbau mit Drempel, 1885, Architekt Spithaler; bauliche Gesamtanlage mit Kirche und altem Schulhaus                                 | Fotos hochladen                |
| Katholische Kirche St. Johannes Nepomuk | Hauptstraße, neben Nr. 10 Lage                           | 1879/80               | Sandsteinquaderbau, Rundbogenstil, 1879/80; Sandsteinepitaph, Anfang des 17. Jahrhunderts; im Kirchhof Kruzifix, gusseiserner Korpus 19. Jahrhundert | weitere Bilder Fotos hochladen |
| Neue Schule                             | Hirtenstraße 12/13 Lage                                  | 1907                  | ehemalige Schule, jetzt Dorfgemeinschaftshaus; schlichter Quaderbau, 1907, Architekt Bezirksbaumeister Kleinhans; Mauer                              | Fotos hochladen                |
| Stundenstein                            | nordwestlich des Ortes an der L 382 Lage                 | 19. Jahrhundert       | Sandsteinsäule, 19. Jahrhundert | BW                             |
| Ingweilerhof                            | südöstlich des Ortes (Ingweilerhof 2) Lage               | 1730                  | Vierseitanlage; barocker Walmdachbau, bezeichnet 1730, mit älterem Teil; in der Kapelle zwei Grabplatten, 17. und 18. Jahrhundert                    | Fotos hochladen                |
| Villa rustica                           | südöstlich des Ortes in der Nähe des Ingweilerhofes Lage | 1. bis 3. Jahrhundert | Mauerzüge eines kleinen römischen Landguts, 1. bis 3. Jahrhundert                                                                                    | Fotos hochladen                |